# ريبيكا ستيد
ريبيكا ستيد (بالإنجليزية: Rebecca Stead)‏ (16 يناير 1968، نيويورك في الولايات المتحدة)؛ كاتِبة مُتخصِّصة في أدب الأطفال وروائية أمريكية. درست في كلية فاسار.

## الجوائز
- جائزة نيوبري